# Віткувкі (Великопольське воєводство)
Віткувкі (пол. Witkówki) — село в Польщі, у гміні Косцян Косцянського повіту Великопольського воєводства.
Населення — 108 осіб (2011).
У 1975-1998 роках село належало до Лешненського воєводства.

## Демографія
Демографічна структура станом на 31 березня 2011 року:
|          | Загалом | Допрацездатний вік | Працездатний вік | Постпрацездатний вік |
| -------- | ------- | ------------------ | ---------------- | -------------------- |
| Чоловіки | 61      | 19                 | 36               | 6                    |
| Жінки    | 47      | 8                  | 31               | 8                    |
| Разом    | 108     | 27                 | 67               | 14                   |